# Prin Goonchorn
Prin Goonchorn (thailändisch ปริญญ์ กุญชร, * 21. Juli 1995 in Chiangmai) ist ein thailändischer Fußballspieler.

## Karriere
Seinen ersten Vertrag unterschrieb Prin Goonchorn 2013 beim Phayao FC in Phayao. Der Verein spielte in der dritten Liga, der Regional League Division 2, in der Northern Region. 2016 verließ er den Drittligisten und schloss sich dem Erstligisten Ratchaburi Mitr Phol aus Ratchaburi an. Mit Ratchaburi gewann er 2016 den Thai FA Cup. Die Saison 2017 wurde er an den in der vierten Liga spielenden JL Chiangmai United FC ausgeliehen. Mit dem Verein wurde er Meister und stieg somit in die dritte Liga auf. 2018 wechselte der Torwart zum Zweitligisten Thai Honda Ladkrabang nach Bangkok. Für Thai Honda stand er 24 Mal in der zweiten Liga im Tor. 2020 nahm ihn der Zweitligist Sisaket FC aus Sisaket unter Vertrag. Am Ende der Saison 2020/21 musste er mit Sisaket in die dritte Liga absteigen. Nach 25 Einsätzen für Sisaket wechselte er im Mai 2021 zum Zweitligaaufsteiger Muangkan United FC nach Kanchanaburi. Für Muangkan stand er 23-mal zwischen den Pfosten. Zu Beginn der Saison 2022/23 wechselte der Torwart zum Zweitligisten Ayutthaya United FC. Für den Verein aus Ayutthaya stand er 31-mal im Tor. Zu Beginn der Saison 2023/24 wechselte er im Juni 2023 zum Erstligaabsteiger Nongbua Pitchaya FC. Am Ende der Saison 2023/24 wurde er mit dem Klub aus Nong Bua Lamphu Vizemeister und stieg direkt in die erste Liga auf. Am 7. November 2024 wechselte er auf einer sogenannten Notleihe für ein Ligaspiel zum Zweitligisten Trat FC. Nach zwei Tagen kehrte er zu Nongbua zurück. Im Sommer 2025 wechselte er zum Zweitligisten Kasetsart FC.

## Erfolge
Ratchaburi Mitr Phol FC
- Thailändischer Pokalsieger: 2016

JL Chiangmai United FC
- Thai League 4 – North: 2017  ▲

Nongbua Pitchaya FC
- Thailändischer Zweitligameister: 2023/24  ▲